# Zelený klimatický fond
Zelený klimatický fond (GCF) je fond zřízený v rámci Rámcové úmluvy Organizace spojených národů o změně klimatu jako provozní subjekt finančního mechanismu na pomoc rozvojovým zemím v adaptačních a zmírňujících postupech proti změně klimatu. GCF sídlí v jihokorejském Inčchonu. Řídí jej 24členná správní rada a podporuje sekretariát.
Cílem Zeleného klimatického fondu je „podporovat projekty, programy, politiky a další činnosti v rozvojových zemích, které jsou smluvními stranami úmluvy, pomocí tematických finančních oken.“ Předpokládá se, že Zelený klimatický fond má být ústředním bodem úsilí o získání finančních prostředků na ochranu klimatu v rámci UNFCCC.

## Historie
Bohatší, průmyslově vyspělé země jsou zodpovědné za většinu emisí skleníkových plynů, a proto se tvrdí, že tyto země jsou morálně zodpovědné za úhradu hlavního podílu nákladů na zmírnění dopadů změny klimatu na celém světě, včetně nákladů na přechod méně rozvinutých a nejméně rozvinutých zemí. Řada skupin občanské společnosti určila, že Spojené státy a Evropská unie jsou morálně odpovědné za nejméně 54 % nákladů na zmírnění škod způsobených klimatickými katastrofami v zemích globálního Jihu. Jiní argumentovali, že bohatší země by měly pomoci financovat přechod méně rozvinutých a nejméně rozvinutých zemí, protože ty si mohou reálněji dovolit značné investice, které jsou nyní pro přechod naléhavě nutné.
Kodaňská dohoda, která byla uzavřena během konference OSN o změně klimatu (COP-15) v Kodani v roce 2009, zmiňuje „Kodaňský zelený klimatický fond“. Tento fond byl formálně zřízen během konference OSN o změně klimatu v Cancúnu v roce 2010 jako fond v rámci UNFCCC a jeho řídící nástroj byl přijat na konferenci OSN o změně klimatu (COP 17) v Durbanu v Jihoafrické republice v roce 2011.
V roce 2023 bylo oznámeno, že příští výkonnou ředitelkou bude Mafalda Duarte.

## Organizace
Během 16. konference smluvních stran v Cancúnu byla otázka řízení GCF svěřena nově založené Radě Zeleného klimatického fondu a Světová banka byla vybrána jako dočasný správce. Za účelem vypracování návrhu fungování GCF byl v Cancúnu také založen „Přechodný výbor pro Zelený klimatický fond“. Tento výbor se v průběhu roku 2011 sešel čtyřikrát a předložil zprávu 17. konferenci smluvních stran v jihoafrickém Durbanu. Na základě této zprávy COP rozhodla, že „GCF se stane provozním subjektem finančního mechanismu“ UNFCCC a že na COP 18 v roce 2012 by měla být přijata potřebná pravidla, která zajistí, že GCF „bude odpovědný COP a bude fungovat pod jejím vedením". Výzkumníci z Overseas Development Institute uvádějí, že bez této na poslední chvíli uzavřené dohody o řídícím nástroji pro GCF by byla „africká COP“ považována za neúspěšnou. Rada GCF byla navíc pověřena vypracováním pravidel a postupů pro vyplácení finančních prostředků a zajištěním toho, aby byly v souladu s národními cíli zemí, v nichž budou projekty a programy probíhat. Rada GCF byla rovněž pověřena zřízením nezávislého sekretariátu a stálého správce GCF.
Fond spolupracuje s 84 organizacemi, mezi něž patří komerční a rozvojové banky, státní agentury a skupiny občanské společnosti, které pilotují a realizují inovativní přístupy k programům v oblasti klimatu.

## Zdroje financování
Fond si stanovil cíl získat do roku 2020 celkem 100 miliard dolarů ročně, což není oficiální údaj o velikosti samotného fondu. Nejistota ohledně toho, odkud se tyto peníze vezmou, vedla v únoru 2010 generálního tajemníka OSN Pan Ki-muna k vytvoření poradní skupiny na vysoké úrovni pro financování opatření v oblasti klimatu (AGF). Mezi AGF a GCF neexistuje žádné formální spojení, ačkoli její zpráva je jedním ze zdrojů pro debaty o „mobilizaci zdrojů“ pro GCF, což je bod, který se bude projednávat na zasedání správní rady GCF v říjnu 2013. Spory také přetrvávaly ohledně toho, zda bude cíl financování založen na veřejných zdrojích, nebo zda se do celkové částky budou započítávat i „pákové“ soukromé finance.
Ke dni 3. února 2020 bylo v rámci období počáteční mobilizace zdrojů (IRM) přislíbeno celkem 10,3 miliardy USD a potvrzeno 8,24 miliardy USD.
Nedostatek přislíbených prostředků a potenciální spoléhání na soukromý sektor je kontroverzní a rozvojové země jej kritizují[.
Americký prezident Obama se zavázal, že USA přispějí do fondu částkou 3 miliardy USD. V lednu 2017, v posledních třech dnech svého úřadování, Obama inicioval převod druhé splátky ve výši 500 milionů dolarů do fondu, takže zbývají 2 miliardy dolarů. Bývalý americký prezident Donald Trump ve svém oznámení o odstoupení USA od Pařížské dohody 1. června 2017 Zelený klimatický fond rovněž kritizoval a označil jej za systém přerozdělování bohatství od bohatých k chudým zemím.
| Stát             | Oznámeno (mil. USD) | Potvrzeno (mil. USD) | Potvrzeno na obyv. | HDP per capita | Emise per capita (tun CO2e) |
| ---------------- | ------------------- | -------------------- | ------------------ | -------------- | --------------------------- |
| USA              | $3 000              | $3 000               | $9,41              | $55 000        | 17                          |
| Japonsko         | $1 500              | $1 500               | $11,80             | $36 000        | 9                           |
| UK               | $1 211              | $1 211               | $18,77             | $46 000        | 7                           |
| Francie          | $1 035              | $1 035               | $15,64             | $43 000        | 5                           |
| Německo          | $1 003              | $1 003               | $12,40             | $48 000        | 9                           |
| Švédsko          | $581                | $581                 | $59,31             | $59 000        | 6                           |
| Kanada           | $277                | $277                 | $7,79              | $50 000        | 14                          |
| Itálie           | $334                | $268                 | $4,54              | $35 000        | 7                           |
| Norsko           | $258                | $258                 | $50,20             | $97 000        | 9                           |
| Austrálie        | $187                | $187                 | $7,92              | $62 000        | 17                          |
| Španělsko        | $161                | $161                 | $3,46              | $30 000        | 6                           |
| Nizozemí         | $134                | $134                 | $7,94              | $52 000        | 10                          |
| Švýcarsko        | $100                | $100                 | $12,21             | $85 000        | 5                           |
| Jižní Korea      | $100                | $100                 | $1,99              | $28 000        | 12                          |
| Dánsko           | $71,8               | $71,8                | $12,73             | $61 000        | 7                           |
| Belgie           | $66,9               | $66,9                | $6,18              | $48 000        | 9                           |
| Finsko           | $107                | $46,4                | $8,49              | $50 000        | 10                          |
| Rakousko         | $34,8               | $34,8                | $4,09              | $51 000        | 8                           |
| Lucembursko      | $46,8               | $33,4                | $58,63             | $111 000       | 21                          |
| Mexiko           | $10,0               | $10,0                | $0,08              | $10 000        | 4                           |
| Česko            | $5,32               | $5,32                | $0,57              | $20 000        | 10                          |
| Maďarsko         | $4,30               | $4,30                | $0,43              | $14 000        | 5                           |
| Nový Zéland      | $2,56               | $2,56                | $0,57              | $42 000        | 7                           |
| Estonsko         | $1,30               | $1,30                | $0,99              | $20 000        | 14                          |
| Monako           | $1,08               | $1,08                | $28,89             | $163 000       | –                           |
| Panama           | $1,00               | $1,00                | $0,25              | $12 000        | 3                           |
| Island           | $1,00               | $0,50                | $1,55              | $52 000        | 6                           |
| Litva            | $0,47               | $0,47                | $0,24              | $16 000        | 4                           |
| Chile            | $0,30               | $0,30                | $0,02              | $15 000        | 5                           |
| Kolumbie         | $6,00               | $0,30                | < $0,01            | $8 000         | 2                           |
| Indonésie        | $0,25               | $0,25                | < $0,01            | $4 000         | 2                           |
| Malta            | $0,20               | $0,20                | $0,47              | $23 000        | 6                           |
| Polsko           | $0,11               | $0,11                | < $0,01            | $14 000        | 8                           |
| Lotyšsko         | $0,10               | $0,10                | $0,04              | $16 000        | 5                           |
| Bulharsko        | $0,10               | $0,10                | $0,02              | $8 000         | 7                           |
| Rumunsko         | $0,10               | $0,10                | < $0,01            | $10 000        | 4                           |
| Liechtensteinsko | < $0,1              | < $0,1               | $1,48              | $135 000       | 1                           |
| Kypr             | $0,50               | –                    | 0                  | $27 000        | 7                           |
| Irsko            | $2,70               | –                    | 0                  | $53 000        | 8                           |
| Vietnam          | $0,10               | –                    | 0                  | $2 000         | 2                           |
| Portugalsko      | $2,68               | –                    | 0                  | $22 000        | 5                           |
| Peru             | $6,00               | –                    | 0                  | $7 000         | 2                           |
| Mongolsko        | < $0,1              | –                    | 0                  | $4 000         | 7                           |

## Přijímající země
| Země                | Počet projektů (do června 2023) | Celkové financování z GCF (mil. USD, do června 2023) |
| ------------------- | ------------------------------- | ---------------------------------------------------- |
| Ghana               | 7                               | 103,7                                                |
| Afghánistán         | 1                               | 17,2                                                 |
| Albánie             | 4                               | 29,1                                                 |
| Antigua a Barbuda   | 2                               | 39,4                                                 |
| Argentina           | 4                               | 208,7                                                |
| Arménie             | 5                               | 117,1                                                |
| Ázerbájdžán         | 4                               | -                                                    |
| Bahamy              | 4                               | 31,2                                                 |
| Bahrain             | 1                               | 2,3                                                  |
| Bangladéš           | 7                               | 374,0                                                |
| Barbados            | 3                               | 87,0                                                 |
| Belize              | 2                               | 12,0                                                 |
| Benin               | 8                               | 66,6                                                 |
| Bhútán              | 2                               | 51,9                                                 |
| Bolívie             | 1                               | 33,3                                                 |
| Bosna a Hercegovina | 1                               | 17,3                                                 |

## Problémy
Proces navrhování zeleného klimatického fondu přinesl několik problémů. Patří mezi ně přetrvávající otázky ohledně způsobu získávání finančních prostředků, role soukromého sektoru, míry „vlastnictví“ zdrojů jednotlivými zeměmi a transparentnosti samotné rady. Kromě toho se objevily otázky ohledně potřeby další nové mezinárodní klimatické instituce, která může ještě více roztříštit veřejné prostředky, jež jsou každoročně vynakládány na zmírňování a přizpůsobování se změně klimatu.
Počáteční investice fondu se setkaly se smíšenými reakcemi. Přinejmenším v jednom případě však sklidil pochvalu za zapojení místních komunit do přípravy adaptačního projektu a za začlenění ochrany spotřebitelů do plánu pro solární energii mimo síť.

### Úloha soukromého sektoru
Jeden z nejkontroverznějších aspektů GCF se týká vytvoření nástroje fondu pro soukromý sektor (PSF). Mnoho rozvinutých zemí zastoupených v radě GCF prosazuje PSF, který by oslovil kapitálové trhy, zejména penzijní fondy a další institucionální investory, kteří kontrolují biliony dolarů, jež procházejí Wall Streetem a dalšími finančními centry. Doufají, že fond bude nakonec využívat širokou škálu finančních nástrojů.
Několik rozvojových zemí a nevládních organizací však navrhlo, aby se PSF zaměřil na „klimatické financování pro chudé“, které by řešilo potíže mikropodniků, malých a středních podniků v rozvojových zemích. Tento důraz na podporu domácího soukromého sektoru je vepsán i do řídicího nástroje GCF, jeho zakládajícího dokumentu.

### Doplňkovost fondů
Dohody z Cancúnu jasně stanoví, že finanční prostředky poskytované rozvojovým zemím v rámci financování opatření v oblasti klimatu, a to i prostřednictvím GCF, by měly být "nové" a "doplňkové" ke stávající rozvojové pomoci[8]. podmínka, že finanční prostředky musí být nové, znamená, že by měly doplnit závazky z předchozích let. Pokud jde o doplňkovost, neexistuje žádná striktní definice tohoto pojmu, což již vedlo k vážným problémům při hodnocení doplňkovosti snižování emisí prostřednictvím projektů CDM, což vedlo ke kontraproduktivitě, a dokonce k podvodům. Zatímco do financování opatření v oblasti klimatu se obvykle započítávají pouze přísliby z rozvinutých zemí, 10,3 miliardy USD přislíbených do GCF zahrnuje také některé (relativně malé) příspěvky z rozvojových zemí.

### Neúspěch při zákazu financování fosilních paliv a při zachování dosavadních postupů
Na zasedání správní rady v Jižní Koreji, které se konalo v březnu 2015, GCF odmítl výslovný zákaz projektů na fosilní paliva, čímž fakticky umožnil financování uhelných elektráren. Proti zákazu se postavily Japonsko, Čína a Saúdská Arábie.
Bývalá ředitelka fondu Héla Cheikhrouhou si stěžovala, že fond podporuje příliš mnoho investičních návrhů typu „business-as-usual“, což je názor, který sdílí řada organizací občanské společnosti.

### Rovnováha mezi zmírňováním a přizpůsobováním
Fond se rovněž zavázal nabízet „vyváženou“ podporu pro přizpůsobení se změně klimatu a zmírnění změny klimatu, ačkoli mezi rozvojovými zeměmi panují určité obavy, že bude nabízeno nedostatečné financování přizpůsobení se změně klimatu, zejména pokud bude fond závislý na „ráčnového efektu“ financování ze soukromého sektoru. Řídící nástroj GCF sice zdůrazňuje potřebu rovnoměrného financování přizpůsobení se změně klimatu a zmírnění změny klimatu, neexistuje však žádné univerzální opatření pro přizpůsobení se změně klimatu, což činí přístup k financování z GCF velmi obtížným.

### Související stránky
- Pařížská dohoda